# SN 2001eb
SN 2001eb – supernowa typu Ia odkryta 29 sierpnia 2001 roku w galaktyce NGC 1589. W momencie odkrycia miała maksymalną jasność 16,30m.